# Forma sesquilinear
Em álgebra linear, dado um espaço vetorial complexo V, uma forma sesquilinear em V é, em certo sentido, a generalização de um produto interno.
Seja {\displaystyle f:V\times V\to \mathbb {C} \,}. Então f é uma forma sesquilinear quando:
- f é linear na primeira coordenada, ou seja, {\displaystyle f(\lambda u+v,w)=\lambda f(u,w)+f(v,w)\,}
- f é antilinear na segunda coordenada, ou seja, {\displaystyle f(u,\lambda v+w)={\bar {\lambda }}f(u,v)+f(u,w)\,}, em que {\displaystyle {\bar {\lambda }}} representa a conjugação complexa.

Em alguns contextos, f é linear na segunda coordenada e antilinear na primeira.